# Таємна особистість
Таємна особистість — це альтер-его людини, яке невідоме широкому загалу, найчастіше використовується в художній літературі. Ця концепція, яку в 1903 році ввела в популярну культуру Скарлет Пімпернел, особливо поширена в американському жанрі коміксів і є символом маскараду.
В американських коміксах персонаж зазвичай має подвійну ідентичність, одну публічну та одну таємну. Публічна особистість відома широкому загалу як «персона супергероя», а інша — таємна особистість. Приватна чи таємна особа зазвичай є офіційним ім’ям супергероя, справжньою особою та/або « цивільною особою», якщо вони активно не приймають себе за особу супергероя. Його приховують від їхніх ворогів і широкого загалу, щоб захистити себе від юридичних наслідків, тиску чи громадського контролю, а також щоб захистити своїх друзів і близьких від шкоди, завданої їхнім діям як супергероїв.
Іноді цей троп інвертується. Двома яскравими прикладами цього є фільми Кіновсесвіту Marvel «Залізна людина» (2008), де фільм закінчується тим, що головний герой заявляє світові «Я — Залізна людина», і «Людина-павук: Дороги додому немає» (2021), де закінчується тим, що публічна особа Пітера Паркера назавжди стирається з пам’яті всього світу в результаті заклинання Доктора Стренджа.